# Le Monstre aux yeux verts
Pour plus de détails, voir Fiche technique et Distribution.
Le Monstre aux yeux verts (titre original : I pianeti contro di noi) est un film de science-fiction italo-français de Romano Ferrara sorti en 1962.

## Synopsis
Branco, un cyborg extra-terrestre muni d'un squelette métallique, prend l'apparence du fils d'un scientifique puis débarque sur Terre pour préparer l'invasion prochaine de sa race...

## Fiche technique
- Titre français : Le Monstre aux yeux verts[1]
- Titre original italien : I pianeti contro di noi[2]
- Réalisation : Romano Ferrara
- Scénario : Romano Ferrara et Piero Pierotti d'après le roman de Massimo Rendina
- Directeur de la photographie : Angelo Lotti et Pier Ludovico Pavoni
- Montage : Luciano Cavalieri
- Musique : Armando Trovajoli
- Costumes : Nadia Vitali
- Production : Alberto Chemin, Gaetano Ciccarone, Pier Ludovio Pavoni et Robert de Nesle
- Sociétés de production : Wanguard Film (Rome), P.C. Produzione Cinematografica, Comptoir Français du Film Production (Paris)[2]
- Pays de production :  Italie,  France[1]
- Langue originale : italien
- Format : Noir et blanc - Son mono - 35 mm
- Genre : Film de science-fiction
- Durée : 85 minutes (1 h 25)
- Date de sortie :
  - Italie : 14 février 1962
  - France : 6 juin 1962[1]

## Distribution
- Michel Lemoine (VF : Georges Aminel) : Branco, le monstre aux yeux verts
- Maria Pia Luzi (VF : Arlette Thomas) : Marina Ferri
- Jany Clair (VF : Elle-même) : Audrey Bradbury
- Marco Guglielmi (VF : Roger Rudel) : le capitaine Carfoni
- Piero Palermini : l'officier italien
- Jacopo Tecchi (VF : Jean-Pierre Duclos) : Pr Giorgio Borri
- Otello Toso (VF : Jacques Deschamps) : le commandant Michelotti
- Peter Dane (VF : Duncan Elliott) : Pr Miller
- Osvaldo Ruggieri (VF : Jacques Torrens) : l'agent des services spéciaux
- Renato Navarrini (VF : Pierre Gay) : le général américain
- Elvira Cortese (VF : Marie Francey) : la prostituée âgée
- Consalvo Dell'Arti (VF : Jean-Henri Chambois) : le général Rossi

## Accueil critique
Fantafilm définit le film comme une « excursion italienne inhabituelle dans le genre de la science-fiction », qui, bien que pénalisée par la rareté typique des moyens, offre une certaine originalité du sujet et des interprétations discrètes.